# Alma (EP)
Alma é um EP do cantor Anderson Freire, que foi lançado no dia 26 de maio de 2020 pela MK Music.
O álbum foi produzido por André Freire, sobrinho do cantor, em parceria com Janderson Almeida.
Os primeiros singles a serem lançados foram "Não Desista de Mim" e "Carta Para Deus".

## Faixas
1. Não Desista de Mim
2. Alma
3. História sobre as Águas
4. Deus no Controle
5. Carta para Deus
6. Casa do Amor

## Clipes
| Música             | Lançamento              |
| ------------------ | ----------------------- |
| Não Desista de Mim | 17 de fevereiro de 2020 |
| Carta Para Deus    | 28 de abril de 2020     |
| Alma               | 26 de maio de 2020      |